# Johann Peter Gelbert

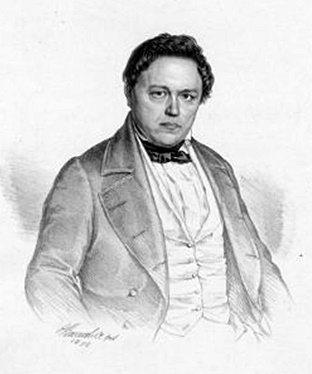
Johann Peter Gelbert

Johann Peter Gelbert (* 3. Januar 1816 in Kaiserslautern; † 5. März 1878 ebenda) war ein deutscher Pfarrer und bayerischer Landtagsabgeordneter.

## Leben
Gelbert war Pfarrer in Landau. Er gehörte 1849 zu den ersten Stimmkreisvertretern der West- und Saarpfalz (Stimmkreis Homburg-Cusel) in der Kammer der Abgeordneten des Bayerischen Landtags (Siebte Wahlperiode). Dieser wurde am 7. Dezember 1848 zum ersten Mal nach neuem Wahlrecht gewählt und trat am 15. Januar 1849 zusammen. Gelbert wurde dort Mitglied des III. Ausschusses für die innere Verwaltung. Die 19 Abgeordneten aus der Rheinpfalz galten dort als Vertreter der „radikalen Linken“. Nach dem gescheiterten Pfälzischen Aufstand wurde der 13. Bayerische Landtag am 10. Juni 1849 durch König Maximilian II. aufgelöst.
Gelbert war selbst nicht in die Aufstandsbewegung verstrickt und wurde 1849 als Abgeordneter der achten Wahlperiode in den 14. und 15. Landtag gewählt. Aus beruflichen Gründen trat er am 10. Oktober 1851 aus der Kammer aus. Sein Nachfolger wurde Carl Benzino.
Zwölf Jahre später wurde Gelbert erneut Abgeordneter des Stimmkreises Homburg-Cusel. Er vertrat diesen von der 11. bis zur 13. Wahlperiode von 1863 bis 1875 und gehörte der Fortschrittspartei an. Gelbert war der Schwager des Pfarrers Georg Heinrich Vogt, der von 1863 bis 1869 denselben Stimmkreis vertrat.